# Împotriva gangsterilor

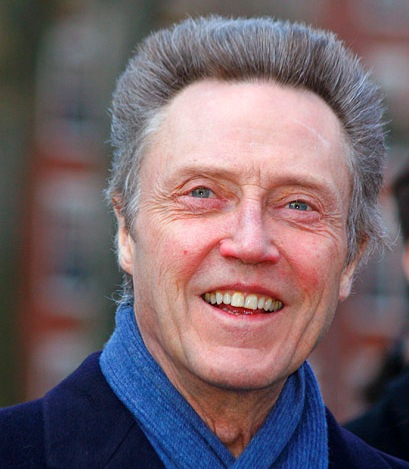
Christopher Walken

Împotriva gangsterilor (în engleză Kill the Irishman, cu sensul de Ucide-l pe irlandez) este un film din 2010 despre crima organizată regizat de Jonathan Hensleigh în care interpretează actorii Ray Stevenson, Vincent D'Onofrio, Christopher Walken și Val Kilmer. Filmul se bazează pe povestea vieții șefului de sindicat/mafiot irlandez Danny Greene și pe cartea bazată pe viața sa To Kill the Irishman: The War That Crippled the Mafia (1998) scrisă de Rick Porrello.

## Povestea
Filmul este biografia unui șef al mafiei irlandezo-americane și informator FBI, Danny Greene, cel care a încercat să ajungă în conducerea lumii interlope din Cleveland în timpul anilor 1970.  

## Personaje
- Ray Stevenson este Danny Greene[4]

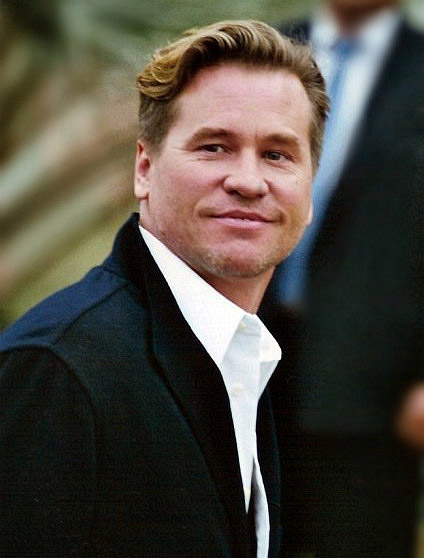
Val Kilmer este polițistul Joe Manditski

- Christopher Walken este Alex "Shondor" Birns: un cămătar evreu american și patron de cluburi de noapte.[4]
- Val Kilmer este Joe Manditski: un polițist din Cleveland, care se împrietenește cu Greene.[4] Manditski este un personaj fictiv bazat pe detectivul de poliție din Cleveland Ed Kovacic.[6]
- Linda Cardellini[5] este Joan Madigan
- Vincent D'Onofrio[5] este John Nardi: un italian american aliat cu Greene.
- Vinnie Jones[5] este Keith Ritson
- Tony Lo Bianco[5] este Jack Licavoli: Șeful Mafiei din Cleveland
- Paul Sorvino este Anthony Salerno: Șeful Clanului Genovese
- Fionnula Flanagan[5] este Grace O'Keefe
- Laura Ramsey[5] este Ellie O'Hara
- Mike Starr este Leo "Lips" Moceri
- Steve Schirripa[5] este Mike Frato
- Bob Gunton este Jerry Merke
- Jason Butler Harner[5] este Art Sneperger[7]
- Robert Davi este Ray Ferritto[8]